# Кофанов (хутор)
Кофа́нов — хутор в Труновском районе (муниципальном округе) Ставропольского края России.

## Варианты названия
- Кафанов,
- Кафанова[3].

## География
Расстояние до краевого центра: 35 км.
Расстояние до районного центра: 11 км.

## История
Хутор возник на месте поселения казаков из станицы Донской:31.
В 1902 году по инициативе донского волостного старшины И. А. Борисенко был построен водопровод протяжённостью 17,7 км с забором родниковой воды из Кофановского источника в районе хутора Кофанов:39, 222.
Начиная с первой половины 1920-х годов хутор в административном отношении входил в состав Донского сельсовета Московского района Ставропольского округа:280—281.
Согласно «Списку населённых мест Северо-Кавказского края» на 1925 год, хутор состоял из 53 дворов, в которых проживало 362 человека (167 мужчин и 195 женщин). Партийных организаций, школ, библиотек и промышленных предприятий в нём не было. На базар местные жители ездили в село Донское (центр одноимённого сельсовета):280—281.
По данным переписи 1926 года по Северо-Кавказскому краю, в хуторе числилось 26 хозяйств и 175 жителей (78 мужчин и 97 женщин), из которых все — русские:268.
В соответствии со списками населённых пунктов Труновского района на 1939, 1953 и 1959 годы, Кофанов значился в составе территории Ключевского сельсовета:199—200, 209—210. 25 июня 1959 года решением Ставропольского крайисполкома Труновский и Ключевский сельсоветы были объединены в Труновский сельсовет:210.
В ходе реформы местного самоуправления в Ставропольском крае было образовано муниципальное образование Труновский сельсовет, в состав которого вошли населённые пункты Труновское (центр), Ключевское и Кофанов. С 16 марта 2020 года Труновский муниципальный район и все входившие в его состав муниципальные образования были упразднены с преобразованием в муниципальный округ.

## Население
| 1925 | 1926 | 1989 | 2002 | 2010 | 2014 | 2019 |
| ---- | ---- | ---- | ---- | ---- | ---- | ---- |
| 362  | ↘175 | ↘78  | ↘26  | ↘19  | ↘16  | ↗23  |
| 2020 | 2021 |      |      |      |      |      |
| →23  | ↘17  |      |      |      |      |      |

По данным переписи 2002 года, 58 % населения — русские, 34 % — чеченцы.

## Инфраструктура
В декабре 2012 в хутор провели газ:225.